# Pyrostephos vanhoeffeni
Pyrostephos vanhoeffeni is een hydroïdpoliep uit de familie Pyrostephidae. De poliep komt uit het geslacht Pyrostephos. Pyrostephos vanhoeffeni werd in 1925 voor het eerst wetenschappelijk beschreven door Moser. 